# أفرو (باد كاليه)
أفرو (بالفرنسية: Avroult)‏ هي بلدية فرنسية تقع في إقليم باد كاليه من منطقة نور با دو كاليه في شمال فرنسا. تبلغ مساحة هذه المدينة 4.78 (كم²)، وترتفع عن سطح البحر 141 م، يبلغ عدد سكانها 539 نسمة حسب إحصاء المعهد الوطني للإحصاء والدراسات الاقتصادية سنة 2009 م. وترأس Dominique Lardeur البلدية خلال فترة (2008-2014).